# Ragnar Liljenroth

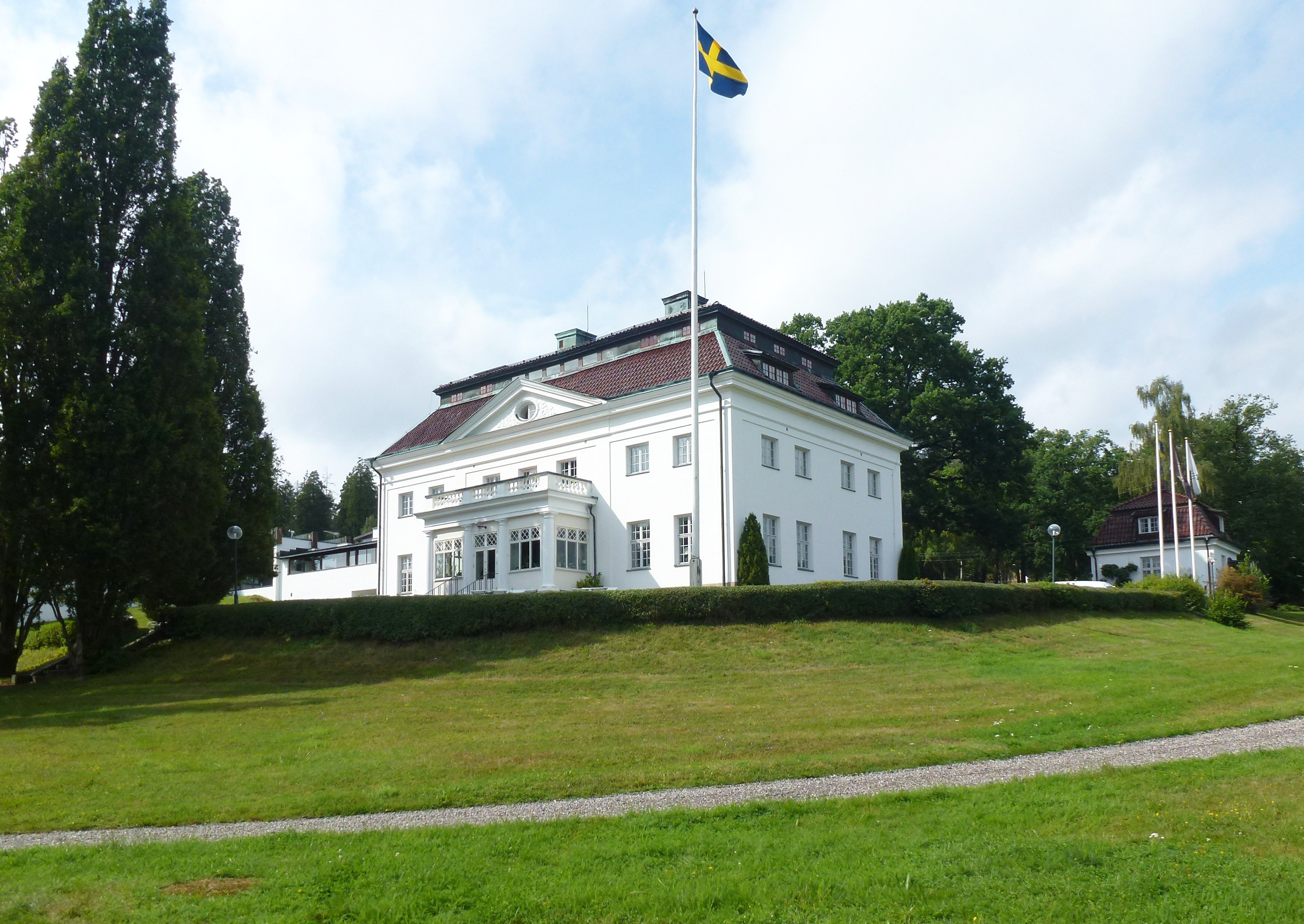
Bergendals herrgård, Liljenroths residens mellan 1913 och 1944.

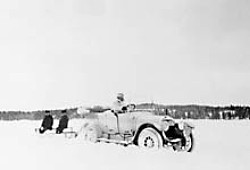
Liljenroth på Edsvikens is, ca 1918.

Carl Ragnar Liljenroth, född 12 maj 1869 i Örebro, död 8 oktober 1944, var en svensk godsägare och grosshandlare.

## Biografi
Carl Ragnar Liljenroths föräldrar var bataljonsläkaren Adolf Liljenroth (1836–1874) och Calla Curman (1850-1935). Han var gift med  Tekla Maria, född Billing. Paret fick två barn, Stig Ragnar Liljenroth och Bertha H.M. Liljenrot. Moderns far, Carl Frans Lundström, var delägare i Jönköpings Tändsticksfabriks AB och ägde flera gods, bland dem Ryningsnäs i Mörlunda-Tveta församling, Hultsfreds kommun. 1895 övergick Ryningsnäs till Ragnar Liljenroth som sedermera sålde det.
Som Ragnar Liljenroths yrkesbeteckningar uppges grosshandlare och tändsticksdirektör samt ”godsägare å Bergendal”. Bergendal syftar på Bergendals herrgård, som Liljenroth lät 1913 uppföra på området för det gamla Snickartorpet (senare kallat Bergendal) vid östra stranden av Edsviken i nuvarande Sollentuna kommun.
Han var en av många välbärgade stockholmare som sökte sig utanför stadsgränserna för att bygga herrgårdar, ofta på gamla torpställen. Området förvärvades  av Liljenroth år 1910 och den slottsliknande huvudbyggnaden med sina flyglar blev en blandning av jugend och nationalromantik. Liljenroth var mycket bilintresserad och vintertid lät han ploga en bilväg över isen från Bergendal till Ulriksdals slott. Han brukade även köra bil runtom i Sverige och informerade sedan Kungliga Automobilklubben (KAK) om vägarnas beskaffenhet, en uppgift som välkomnades av KAK.
På Bergendal bodde Ragnar Liljenroth med hustru, två barn, fyra tjänare, en husa, flera trädgårdsarbetare och en chaufför fram till sin död 1944, då var han 75 år gammal. Han fann sin sista vila i familjegraven på Norra begravningsplatsen.
Efter Liljenroths död omvandlades Bergendal till en hotell- och konferensanläggning.